# Ludwig Schantz
Ludwig Schantz (* 29. September 1805 in Raboldshausen bei Hersfeld; † 20. April 1880 in Rotenburg an der Fulda) war ein deutscher Justiz- und Verwaltungsbeamter.

## Leben
Ludwig Schantz studierte Rechtswissenschaften an der Philipps-Universität Marburg. 1825 wurde er Mitglied des Corps Teutonia Marburg. Nach dem Studium wurde er 1829 kurhessischer Justiz- und Verwaltungsbeamter. Von 1835 bis 1841 war er Aktuar am Stadtgericht Kassel. Von 1842 bis 1845 war er Justizbeamter beim Justizamt Felsberg und von 1846 bis 1851 beim Justizamt Oberaula. 1851 wurde er zum Landrat des Kreises Ziegenhain ernannt. 1855/56 wechselte er als Landrat in den Kreis Rotenburg. Das Amt hatte er auch nach der Annexion Kurhessens durch Preußen bis 1880 inne.
Seine Tochter Katharina Christina Pauline Schantz (1844–1924) war verheiratet mit dem hessischen Politiker Franz Rang.

## Ehrungen
- Wilhelmsorden 4. Klasse, 1851[13]
- Ehrenbürger der Stadt Rotenburg an der Fulda, 1879[1]